# Leopoldo Augusto de Cueto
Leopoldo Augusto de Cueto López de Ortega, I marqués de Valmar (Cartagena, 16 de julio de 1815-Madrid, 21 de enero de 1901) fue un escritor, diplomático, investigador y crítico español.

## Biografía
Hijo del brigadier de artillería Gonzalo García de Cueto y Enríquez de Luna y de María de los Dolores López de Ortega y Prado. Estudió Filosofía en el Seminario de San Fulgencio de Murcia y se doctoró en Jurisprudencia en Sevilla. Fue agregado de la embajada española en París; allí se casó con María del Amparo Fernández de Cáceres y González de Quintanilla. En 1838 nació en Rouen su hija mayor, Flavia. Escribió crítica literaria en El Artista, El Orbe, El Piloto y el Semanario Pintoresco Español. En 1840 fue nombrado secretario de la legación en La Haya. En 1844 secretario de la legación en Lisboa. En 1847 fue nombrado encargado de negocios de la legación en Copenhague, donde llegó a ser nombrado ministro residente. En enero de 1854 estuvo en Washington D. C. como ministro plenipotenciario y tres años después lo fue en Viena y Múnich. En 1881 pidió el retiro como diplomático. 
Poseía la gran cruz de la Orden de Isabel la Católica, la gran cruz de la Orden de Cristo de Portugal, la gran cruz de la Orden de los Santos Mauricio y Lázaro de Italia, la gran cruz de la Orden de San Estanislao de Rusia y la gran cruz de la Orden del Águila Roja. Fue comendador de la Legión de Honor de Francia y de la Orden de Dannebrog de Dinamarca. Murió de un derrame cerebral el 20 de enero de 1901.
Fue mayordomo de Palacio, secretario y subsecretario de Estado y senador vitalicio. También miembro de la Real Academia Española (1858), en los cargos añadidos de secretario y tesorero, y de la de Real Academia de Bellas Artes de San Fernando. Desempeñó los puestos de Consejero de Estado (1863) y senador por la Real Academia Española (1878-1880, 1881-1882, 1884-1886, 1891-1894, 1896-1900). Como su hermana mayor, María de la Encarnación, se casó con el duque de Rivas, fue su cuñado y le dedicó una inteligente crítica con motivo del estreno de Don Álvaro, "Examen crítico" (1835), y pronunció sobre él un importante Discurso necrológico (1866) valorando sus obras. En 1872, pronunció su discurso El realismo y el idealismo en las artes, en la Academia de Bellas Artes de San Fernando, haciendo referencia a la existencia y confrontación en España de dos doctrinas filosóficas, materialista y espiritualista, a las que corresponderían las escuelas artísticas, realista e idealista, respectivamente.

## Obras
Cultivó el teatro con el drama histórico Doña María Coronel o No hay fuerza contra el honor (1844) y la tragedia clásica con Cleopatra (1845), no representada. Reunió su producción literaria bajo el título de Poesías líricas y dramáticas (1900). Fue un lírico elegante, cuyos temas fundamentales son el amor, la religión y la patria. También cultivó la historia escribiendo una Biografía del Conde de Toreno y fue crítico teatral de El Piloto y del Semanario Pintoresco Español. Pronunció diversos discursos, destacando el dedicado a Quintana en su ingreso en la Academia.
Como filólogo y crítico literario sobrevive por dos obras: la edición de Las Cantigas de Santa María de Alfonso X el Sabio (1889) y el Bosquejo histórico-crítico de la poesía castellana del siglo XVIII (1893), que precedía a la también memorable e incluso todavía útil edición de la misma en tres gruesos volúmenes de la Biblioteca de Autores Españoles. La primera va acompañada de una introducción donde se estudian las fuentes y se intenta una clasificación argumental, así como de un glosario muy meritorio, si no siempre muy científico. La segunda aporta datos inestimables de autores que conoció, como Alberto Lista o Juan Nicasio Gallego, y exhuma a autores oscuros y olvidados. Contiene juicios moderados, influidos a veces por sus ideas románticas. Utiliza materiales inéditos y resulta, ante todo, un monumento de erudición que aun hoy conserva status de referencia obligada en este campo.